# Jonathan Bornstein
Jonathan Rey Bornstein (Torrance, California, 7 de noviembre de 1984) es un exfutbolista estadounidense de ascendencia mexicana que juega como lateral izquierdo. Fue internacional con su selección.

## Clubes
| Club                  | País           | Año         |
| --------------------- | -------------- | ----------- |
| Chivas USA            | Estados Unidos | 2006 - 2010 |
| Tigres                | México         | 2011 - 2015 |
| Atlante (Cedido)      | México         | 2013 - 2014 |
| Querétaro FC (Cedido) | México         | 2014 - 2015 |
| Querétaro FC          | México         | 2015 - 2018 |
| Maccabi Netanya       | Israel         | 2018 - 2019 |
| Chicago Fire          | Estados Unidos | 2019 - 2023 |
| Vida                  | Honduras       | 2023 - 2024 |

## Selección nacional (2006-2011)
Bornstein disputó 38 partidos con la selección de Estados Unidos en los que anotó dos goles; uno frente a Dinamarca en un amistoso (3-1), y otro en las  Eliminatorias de la CONCACAF en el 2009, frente a Costa Rica (2-2), como dato curioso, dicha anotación in extremis que significó el empate del partido, otorgó además el pase directo al Mundial Sudáfrica 2010 a la selección de Honduras. El presidente Roberto Micheletti lo nombró ciudadano distinguido y le regaló una estadía en Roatán.

## Palmarés

### Títulos nacionales
| Título          | Club      | País   | Año  |
| --------------- | --------- | ------ | ---- |
| Torneo Apertura | Tigres    | México | 2011 |
| Copa MX         | Querétaro | México | 2016 |
| Supercopa MX    | Querétaro | México | 2017 |

### Títulos internacionales
| Título   | Club           | País           | Año  |
| -------- | -------------- | -------------- | ---- |
| Copa Oro | Estados Unidos | Estados Unidos | 2007 |

### Distinciones individuales
| Distinción               | Año  |
| ------------------------ | ---- |
| Novato del Año de la MLS | 2006 |

| Predecesor: Michael Parkhurst | Novato del Año de la Major League Soccer 2006 | Sucesor: Maurice Edu |